# Accademia del Cimento
L'Accademia del Cimento (Acadèmia de l'Experiment), va ser una primerenca societat científica, fundada a Florència el 1657 per estudiants de Galileo, Giovanni Alfonso Borelli i Vincenzo Viviani i que va deixar d'existir sobre una dècada més tard. La fundació de l'Acadèmia va ser finançada pel Princep Leopold de Mèdici i per Ferran II de Mèdicia. El tenets de la societat incloïa:
- Experimentació
- Evitar l'especulació
- Creació d'instruments de laboratori
- Crear estàndards de mesura
- Lema – Provando e riprovando: Provar i provar un altre cop
- La publicació  Saggi di naturali esperienze fatte nell'Academia del Cimento sotto la protezione del Serenissimo Principe Leopoldo di Toscan e descritte dal segretario di essa Accademia publicada per primer cop el 1666, i traduïda al llatí el 1731. Va esdevenir el manual de laboratori bàsic del segle xviii.

## Membres destacats
- Leopold de Mèdici–
- Ferran II de Mèdici
- Giovanni Alfonso Borelli.[3]
- Candido i Paolo del Buono
- Alessandro Marsili
- Francesco Redi.[4]
- Carlo Rinaldini.[5]
- Nicolas Steno
- Antonio Uliva.[6]
- Vincenzo Viviani[7]
- Secretari (1657–1660) – Alessandro Segni.[8]
- Secretari (1660–1667) Lorenzo Magalott